# Bruce Graham
Pour le joueur canadien de hockey sur glace, voir Bruce Graham (hockey sur glace).
Pour les articles homonymes, voir Graham.
Bruce Graham, né le 1er décembre 1925 à La Cumbre (Valle del Cauca, Colombie) et mort le 6 mars 2010 à Hobe Sound (Floride), est un architecte américain.
Il est connu pour avoir dessiné des gratte-ciel comme la Willis Tower (ex Sears Tower), le 875 North Michigan Avenue (ex John Hancock Center) ou l'Inland Steel Building (tous trois à Chicago).

## Biographie
Il a étudié à l'université de Dayton, puis à la Case School of Applied Sciences de l'université Case Western Reserve de Cleveland. Il a obtenu son graduate en architecture (doctorat) à l'université de Pennsylvanie en 1948.
Il a travaillé durant une courte période pour le cabinet Holabird and Roche. Il devient chef de projet chez Skidmore, Owings and Merrill en 1951, puis partenaire de la société en 1960,.

## Style architectural
Ses réalisations de verre et d'acier sont d'abord influencées par le style épuré de Ludwig Mies van der Rohe. Il popularise ainsi les gratte-ciel aux énormes façades de verre.
Il a utilisé aussi beaucoup le principe des structures en tubes, notamment sur la Willis Tower faite de 9 tubes plus ou moins hauts. La structure du gratte-ciel rejoint ainsi son architecture et son aspect extérieur.
Par la suite il réalise des structures plus complexes et plus « artistiques », comme l'Hotel de las Artes à Barcelone.

## Principales réalisations

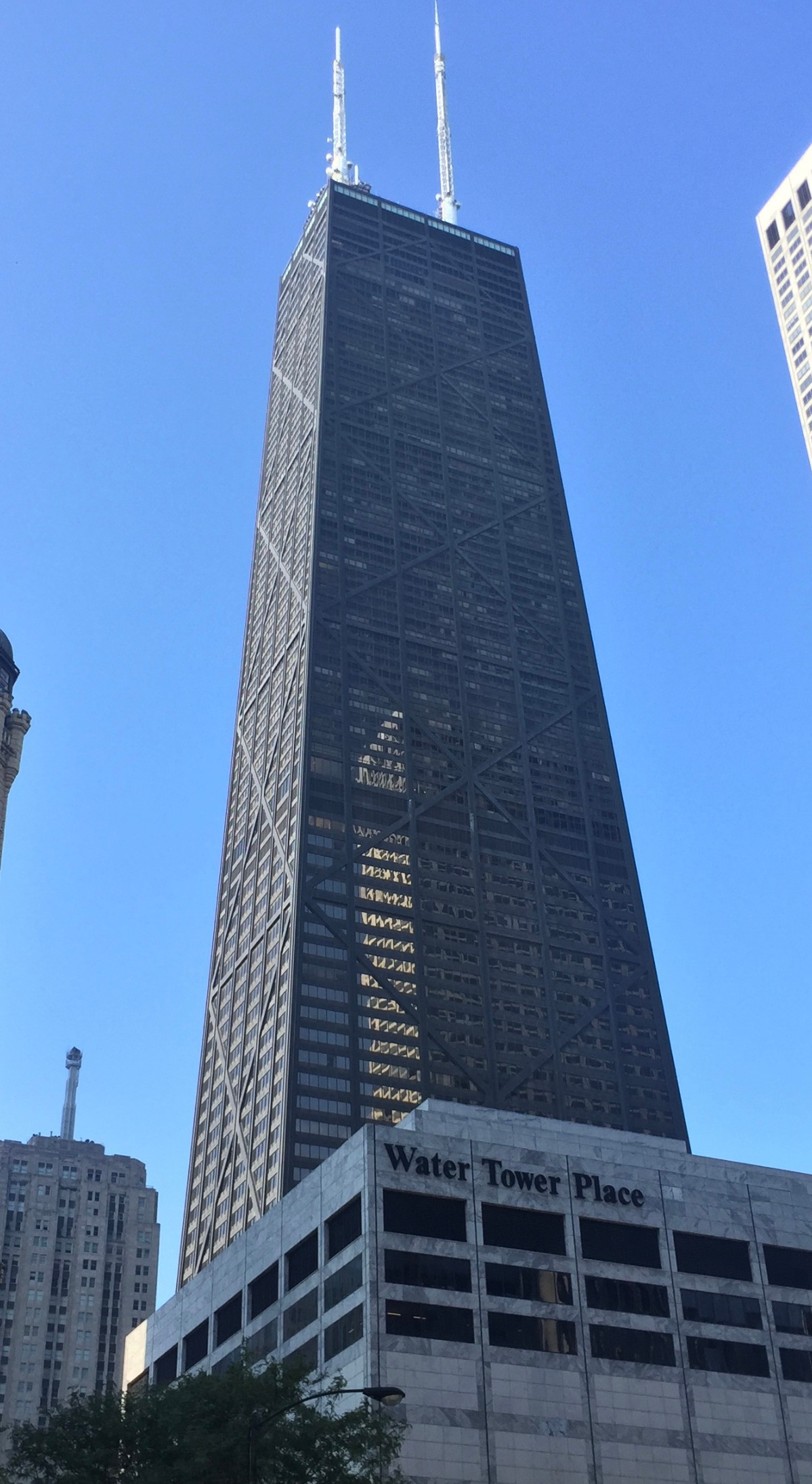
875 North Michigan Avenue à Chicago (États-Unis).

- Inland Steel Building, Chicago (1957)
- 875 North Michigan Avenue, Chicago (1969)
- Willis Tower, Chicago (1973)
- First Wisconsin Plaza, Madison dans le Wisconsin (1974)
- Hôtel Arts, Barcelone (1992)

## Sources et références
1. ↑  (fr) Le Monde daté du 01-04-2010.
2. 1 2 3  (en) Biographie de Bruce Graham dans greatbuildings.com. Consulté le 26 février 2007.
3. ↑  (fr) Page sur Bruce Graham dans fr.structurae.de. Consulté le 26 février 2007.
4. ↑  Épisode 2 sur la Tour Sears de Chicago de la série documentaire Superstructures. Réalisé par Anne Erickson en 2006, produit par Granada Television. Diffusé sur France 5 le 25 février 2007.